# Brus (województwo świętokrzyskie)
Brus – wieś sołecka w Polsce położona w województwie świętokrzyskim, w powiecie jędrzejowskim, w gminie Jędrzejów.
W latach 1975–1998 miejscowość administracyjnie należała do województwa kieleckiego.

## Części wsi
| SIMC    | Nazwa  | Rodzaj |
| ------- | ------ | ------ |
| 0240017 | Wygoda | osada  |

## Etymologia
Brus – według słownika oznacza w krakowskim kamień do ostrzenia narzędzi (osełka), natomiast w handlu drzewnym duże sosny obrobione do kantu. Być może że miejsca gdzie przy wyrębie lasów obrabiano drzewo na budulec otrzymywały takie miano. Wywód to zresztą według słownika niepewny.

## Historia
W r. 1581 istniały trzy części wsi Brus, a w nich 9 łanów kmiecych, 4 komorników.
W wieku XVIII wieś stanowiła własność Dembińskich herbu Nieczuja. w roku 1769 Marianna córka Franciszka wniosła Brus w posagu do Piotra Dembińskiego herbu Rawicz.
W wieku XIX opisano Brus jako wieś w powiecie jędrzejowskim gminie Raków, parafii Mokrsko.

Według spisu miast, wsi, osad Królestwa Polskiego z roku 1827 było 19 domów 109 mieszkańców.
W początkach wieku XX Brus pisany jako Bruss podlegał administracyjnie gminie Raków (wieś i folwark)
Według spisu powszechnego z roku 1921 było tu 49 domów i 320 mieszkańców, folwark spisano razem ze wsią.

## Zabytki
Zespół dworski (dwór i park z ogrodem) z przełomu XIX/XX w., wpisany do rejestru zabytków nieruchomych (nr rej.: A-95/1-2 z 26.04.1977).